# Bolhási–Jávorkúti-barlangrendszer

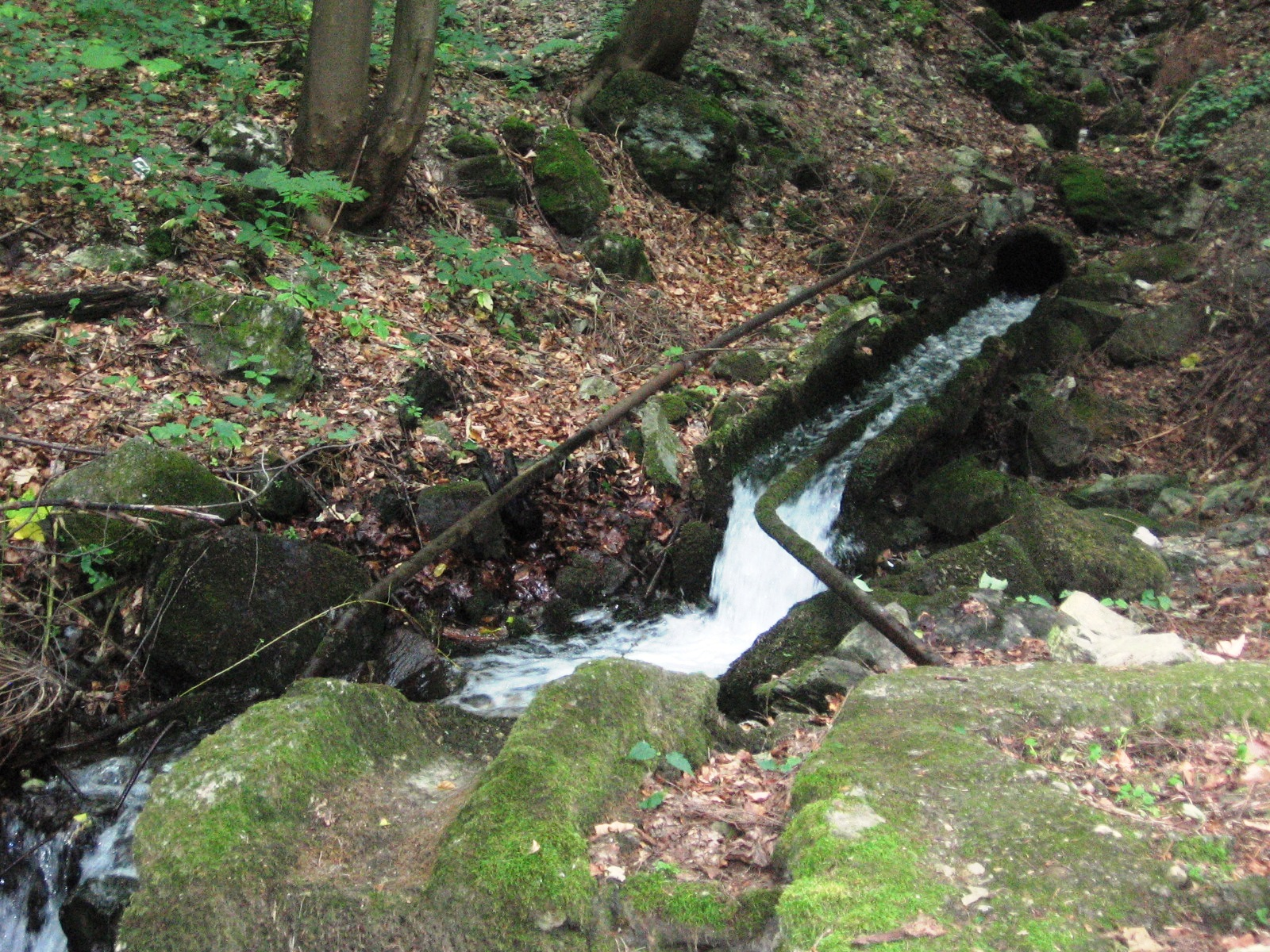
A barlangrendszer vizei a Garadna-forrásban jelennek meg

A Bolhási–Jávorkúti-barlangrendszer Magyarország fokozottan védett barlangjai közül az egyik. A Bükki Nemzeti Park területén található. A Bolhási-víznyelőbarlang és a Jávor-kúti-víznyelőbarlang összekapcsolásával jött létre a barlangrendszer. A Bükk-vidék második leghosszabb barlangja, a leghosszabb az István-lápai-barlang.

## Bolhási-víznyelőbarlang

### Leírás
A Bolhási–Jávorkúti-barlangrendszer egyik barlangja, előtte különálló barlang volt. A Nagy-fennsíkon, a jávorkúti műúttól délre, a műút mellett, a Bolhási-réten, 649 méter tengerszint feletti magasságban van a bejárata. Körülbelül 400 méter távolságra nyílik a Jávor-kúti-víznyelőbarlang bejáratától. A terméskőből épített bejárata egy fém ajtóval van lezárva.
Triász mészkőben jött létre, de egy körülbelül 250 méteres szakasza, a főág végén dolomitban keletkezett. A mélypontján, 125 méter mélységben, szűk repedések között szifonnal záródik. A főága cseppkőképződményekkel díszített, kanyarog és szinlős, valamint több kavicsszifon, agyagszifon és vízzel kitöltött szakasz tagolja. A főághoz oldalágak kapcsolódnak, amelyek a főágnál szűkebbek és hordalékkal nagyon fel vannak töltődve. Ugyanahhoz a föld alatti hidrológiai rendszerhez tartozik, amelyiknek a Jávor-kúti-víznyelőbarlang is a része. A megtekintéséhez engedély és technikai eszközök kellenek, valamint csak úgy megoldható, ha a bejáraton át mindig befolyó patak gátja el van zárva. Így a patakvíz mélybe kerülése 4–6 órára megszüntethető. A főágban található híg saras szifonkerülő járatok sokszor feltöltődnek vízzel és ellehetetlenítik a bejárást. Az aknarendszerében a lejutást létrák segítik. Ebben a barlangban sikerült lejutni a barlangkutatóknak először a Bükk-vidék területén a karsztvíz szintjéig.
Előfordul a barlang az irodalmában Bolhási-viznyelőbarlang (MKBT Meghívó 1977), Bolhási-viznyelő-barlang (Szikszai 1977), Bolhási-viznyelő barlang (Bertalan, Kordos, Országh 1976), Bolhási-víznyelő-barlang (Lénárt 1979) és Bolhás Sinkhole-cave (Kordos 1977) neveken is. 1982-ben volt először Bolhási-víznyelőbarlangnak nevezve a barlang az irodalmában.

### Kutatástörténet
1953. május 9-én Borbély Sándor vezetésével a Magyar Hidrológiai Társaság Miskolci Csoport Zsombolykutató Munkabizottságának tagjai a Bolhási-víznyelő járhatóvá tételével tárták fel körülbelül 500 méter hosszúságban és ekkor lejutottak egészen a Patakos-ágig, amely körülbelül 70 méter mélységben van. A felfedezés után egy hónappal aggregátoros villanyvilágítást vezettek be. 1953-ban a Magyar Híradó- és Dokumentumfilmgyár helyszíni felvételeket készített. 1955 áprilisában a VITUKI fluoreszceinnel festette meg a vizét, de a megfestett víz előbukkanását sehol sem észlelték. Balázs Zoltán tanulmánya szerint (1960) a munkabizottság 73 méter mélységig tárta fel. A szakosztállyá alakult munkabizottság szintén 1955-ben újraépítette a barlanghoz vezető patak gátját.
Az 1955. évi Hidrológiai Közlönyben megjelent a barlang alaprajz térképe és hosszmetszet térképe. (A Magyarország barlangjai című könyv szerint a barlang a térkép alapján 520 m hosszú és 75,2 m mély.) Az 1962-ben megjelent, A barlangok világa című könyv szerint a barlang 400 m hosszú és 80 m mély. 1965. augusztus 5–7. között mutatták ki konyhasós víznyomjelzéssel, hogy a barlangban elfolyó víz összekeveredik a Jávor-kúti-víznyelőbarlang vizével és az összekeveredett víz a Garadna-forrásban jelent meg. A megjelölt víz a Sebes-forrásban nem volt kimutatható. A kísérlet bebizonyította, hogy a két barlang egy közös föld alatti hidrológiai rendszerhez tartozik.
1974-ben a Herman Ottó Karszt- és Barlangkutató Csoport kezdte el kutatni és a nyári Aqua-expedíciókor felfedezte a Lengyel–Magyar Barátság-ágat, az új szakasz bejárása lengyel barlangkutatókkal együtt történt. Az Aqua-expedíciónak körülbelül 200 méternyi új járatot sikerült találnia. Az Aqua-expedíció után, de még 1974-ben fedezték fel a Gyöngy-termet, ahol 30–40 darab, barlangi gyöngyre bukkantak, amelyek ritkaságnak számítanak a bükk-vidéki barlangokban, ezek miatt a barlangi gyöngyök miatt kapta a terem a Gyöngy-terem nevet. 1976-ban vált országos jelentőségű barlanggá az 5300-as (Bükk) barlangkataszteri területen lévő, miskolci Bolhási-viznyelő barlang.
Az 1976-ban összeállított, országos jelentőségű barlangok listájában lévő barlangnevek pontosítása után, 1977. május 30-án összeállított, országos jelentőségű barlangok listáján rajta van a Bükk hegységben, Miskolcon található barlang Bolhási-viznyelőbarlang néven. 1977-ben a csoport a barlangba befolyó patak régi gátját kijavította, megerősítette és a barlang bejáratától hat méterre új gátat készített és így fedezte fel főágának 30 m hosszú szifonkerülő járatát, valamint még körülbelül 510 m új barlangjáratot az Északi-ágban, a Lantos-ágat és a Mészáros-ágat. A csoport tagjai lezárták bejáratát. Az 1977. évi Karszt és Barlang angol nyelvű különszámában megjelent, The longest and deepest caves of Hungary (December 31, 1975) című közleményből megtudható, hogy a Bükk hegységben fekvő, 520 m hosszú, 80 m mély Bolhás Sinkhole-cave 1975. december 31-én Magyarország 25. leghosszabb és 25. legmélyebb barlangja. A 24. legmélyebb barlang (Mexikó-völgyi-víznyelőbarlang) szintén 80 m mély. Az 1977. december 31-i állapot szerint (MKBT Meghívó 1978. május) a Bükk hegységben lévő, 80 m mély és 510 m hosszú Bolhási-viznyelőbarlang az ország 28. legmélyebb és 26. leghosszabb barlangja.
Az 1977. évi Karszt és Barlangban megjelent összeállítás alapján, 1977. december 31-én Magyarország 27. leghosszabb barlangja a Bükk hegységben elhelyezkedő, 1977. december 31-én 510 m hosszú, 1976-ban és 1975-ben pedig kb. 520 m hosszú Bolhási-víznyelőbarlang. Az összeállítás szerint, 1977. december 31-én Magyarország 30. legmélyebb barlangja a Bükk hegységben elhelyezkedő, 1977. december 31-én 80 m mély, 1976-ban és 1975-ben pedig kb. 80 m mély Bolhási-víznyelőbarlang. Ez az összeállítás naprakészebb az 1978. májusi MKBT Meghívóban publikált listánál. Az 1977-ben megjelent Bükk útikalauz szerint a barlang több, mint egy kilométer hosszú. 1978-ban a barlang 1600 m hosszú és 125 m mély volt. 1978-ban az MHSZ Debreceni Könnyűbúvár Klub Barlangkutató Szakosztályának tagjai sikeresen átúszták a végponti szifont. Szenthe István a szifon után egy 50 m-es új részt járt be, de a légteres járat még tovább folytatódott elmondása szerint. A Herman Ottó Barlangkutató Csoport újból lezárta a barlangot.
Az 1978. márciusi MKBT Meghívóban a Marcel Loubens Barlangkutató Szakcsoport közölte a tulajdonában lévő térkép alapján a barlang méretét. A közlemény szerint 1955-ben 520 méter hosszú és 75,2 méter mély volt. 1979 nyarán a Herman Ottó Barlangkutató Csoport szifonjait járhatóvá tette és 1200 méter új járatot feltérképezett, valamint befejeződött bejáratának új lezárása. Ebben az évben a barlang hossza 2800 méter és Magyarország ötödik, vagy hatodik leghosszabb barlangja. A csoport sikereiről a Magyar Televízió Miskolci Stúdiója, a Borsodi Rádió és napilapok is beszámoltak és a csoport is készített egy filmet a barlangról, valamint a tábori életről.
Az 1979-ben megjelent, Barlangok a Bükkben című könyvben szó van arról, hogy a Bolhási-réten, közvetlenül az út mellett van a Bolhási-víznyelő-barlang bejárata. Az állandó vízbefolyással rendelkező patakos barlang hossza 520 m, mélysége 85 m a legújabb, még fel nem mért részek nélkül. A Bükk hegység legszebb barlangjai közé helyezik szép termei és cseppkövei. Az állandó vízbefolyás következtében kizárólag nagy helyismerettel rendelkező vezető irányításával lehet bejárni (ha le van zárva a barlangba folyó patakban emelt gát vízáteresztő nyílása). A könyvhöz mellékelt, a Bükk hegység barlangokban leggazdagabb területét bemutató térképen látható a 37-es számmal jelölt barlang földrajzi elhelyezkedése.
1980-ban a bejárati szakaszon egy 100 méteres összekötő járatra bukkantak, amely a Medveitatót és az Athén romjait köti össze és ekkor vált ismertté a 150 méter hosszú Kürtős-ág. Az 1980. évi Karszt és Barlang 1. félévi számában publikálva lett, hogy a kiemelt jelentőségű Bolhási-víznyelőbarlang az 5300-as barlangkataszteri területen (Bükk hegység) helyezkedik el. A barlangnak 5372/4. a barlangkataszteri száma. Az MKBT Dokumentációs Bizottsága a helyszínen el fogja helyezni, a többi kiemelt jelentőségű barlanghoz hasonlóan, a barlang fémlapba ütött barlangkataszteri számát. A barlangkataszteri szám beütéséhez alapul szolgáló fémlap ugyanolyan lesz mint a többi kiemelt jelentőségű barlang fémlapja.
1981-ben 500 méterrel nőtt a hossza a csoport tagjainak köszönhetően (Hernádi 1981). 1982. július 1-től az Országos Környezet- és Természetvédelmi Hivatal elnökének 1/1982. (III. 15.) OKTH számú rendelkezése (1. §. és 3. §., illetve 5. sz. melléklet) értelmében a Bükk hegységben lévő Bolhási-víznyelőbarlang fokozottan védett barlang. Fokozottan védett barlang járatainak formakincse, hidrológiai értéke és sok képződménye miatt lett. Az 1982. szeptember–októberi MKBT Műsorfüzetben meg van említve, hogy a Bükk hegységben található Bolhási-viznyelőbarlang fokozottan védett barlang. A felsorolásban a barlangnevek az MKBT által jóváhagyott és használt helyesírás szerint, javított formában lettek közölve. 1982-ben a Bükk harmadik leghosszabb és ötödik legmélyebb barlangja.
1983-ban az MHSZ Debreceni Könnyűbúvár Klub Barlangkutató Szakosztályának tagjai felderítő búvármerülést hajtottak végre benne. 1984-ben 130 méterre megközelítette a Bolhási-víznyelőbarlang a Jávor-kúti-víznyelőbarlangot. Az 1984-ben megjelent, Magyarország barlangjai című könyv szerint az 1970-es évek egyik jelentős hazai felfedezése volt az 1977-ben feltárt Lantos-ág és Mészáros-ág felfedezése. A könyv országos barlanglistájában szerepel a Bükk hegységben lévő barlang Bolhási-víznyelőbarlang néven. A listához kapcsolódóan látható az Aggteleki-karszt és a Bükk hegység barlangjainak földrajzi elhelyezkedését bemutató 1:500 000-es méretarányú térképen a barlang földrajzi elhelyezkedése.
Az 1987. december 31-i állapot alapján Magyarország 11. leghosszabb barlangja az 5372/4 barlangkataszteri számú, kb. 2500 m hosszú Bolhási-víznyelőbarlang. Az összeállítás szerint az 1977. évi Karszt és Barlangban közölt hosszúsági listában a barlang 510 m hosszú. Hernádi B. 1987. évi írott közlése, hogy a barlang kb. 2500 m hosszú; felmérve pedig 1000 m ± 50 m. Az 1987. december 31-i állapot alapján Magyarország 13. legnagyobb függőleges kiterjedésű barlangja az 5372/4 barlangkataszteri számú, kb. 125 m függőleges kiterjedésű Bolhási-víznyelőbarlang. Az összeállítás szerint az 1977. évi Karszt és Barlangban közölt mélységi listában a barlang 80 m mély.
Az 1989. évi Karszt és Barlangban lévő, Magyarország barlangjai című összeállításban szó van arról, hogy a Garadna-forrás vízrendszeréhez tartozó legnagyobb kiterjedésű barlang a Bolhási-víznyelőbarlang. A barlang elülső részeibe 1953-ban jutottak be a barlangkutatók. Az 1977–1979. évi új feltárások eredményeként a barlang hossza eléri a 2500 m-t. A barlang É felé haladó, majd Ny-ra kanyarodó főágát egy vízzel kitöltött szakasz, illetve agyag- és kavicsszifonok tagolják. A főághoz a bejárati aknasor alján és a végpont közelében oldalágak csatlakoznak, amelyek szűkebbek, hordalékkal nagyon feltöltöttek. A Bolhási-víznyelőbarlangtól Ny-ra, csak 400 m-re van a Jávor-kúti-víznyelőbarlang bejárata. A Jávor-kúti-víznyelőbarlang végpontja kb. 130 m-re közelíti meg a Bolhási-víznyelőbarlang végponti részét. A publikációban lévő 3. ábrán (Bükk hegység térkép) be van mutatva a Bolhási-víznyelőbarlang és a Jávor-kúti-víznyelőbarlang földrajzi elhelyezkedése.
A folyóirat 1989. évi különszámában napvilágot látott ennek az utóbbi tanulmánynak az angol nyelvű változata (The caves of Hungary). Ebben a tanulmányban Bolhás Sinkhole-cave a barlang neve. Az angol nyelvű tanulmányhoz mellékelve megjelent egy olyan lista, amelyben Magyarország leghosszabb, és egy olyan lista, amelyben Magyarország legmélyebb barlangjai vannak felsorolva. A két felsorolás szerint a Bükk hegységben fekvő, 2500 m hosszú és 125 m mély Bolhási-víznyelőbarlang (Bolhás Sinkhole-cave) 1988-ban Magyarország 11. leghosszabb és 12. legmélyebb barlangja. (1977-ben a barlang 510 m hosszú és 80 m mély volt.)
1990-ben a Herman Ottó Barlangkutató Csoportnak volt kutatási engedélye a barlang kutatásához és a végponti szifonban merülési kísérletet végzett, valamint elkezdte a létrák cseréjét az aknákban. 1992-től 1998-ig a BEAC Barlangkutató Csoport barlangtérképező munkát végzett benne. 1997-ig körülbelül három kilométernyi járatot mértek fel. 1997. december 28-án kötötték össze ember által járhatóan a Jávor-kúti-víznyelőbarlanggal a Herman Ottó Barlangkutató Csoport tagjai. A Bolhási-víznyelőbarlangban történt feltárás során sikerült átjutni a Jávor-kúti-víznyelőbarlangba. 1998-ban egy új, a denevérek közlekedését biztosító bejárati ajtó készült bejáratára.
A 2005-ben kiadott, Magyar hegyisport és turista enciklopédia című könyvben meg van említve, hogy a Herman Ottó Barlangkutató Csoport egyik legjelentősebb feltáró eredménye a Bolhási-víznyelőbarlang. Láner Olivér (Lánder Olivér) szócikkében meg van említve, hogy Láner Olivér részt vett a Bolhási-víznyelőbarlang feltárásában. A 2012–2014. évi Karszt és Barlangban közölve lett, hogy a turistáknak kiépített Bolhási-víznyelőbarlangot 2012-ben, 2013-ban és 2014-ben senki sem látogatta meg overállos barlangtúrán. 2014-ben lett kialakítva legújabb bejárata. A Marcel Loubens Barlangkutató Egyesület egyik legjelentősebb feltárása a Bolhási-víznyelő (1953).

## Látogatási statisztika
A Bolhási-víznyelőbarlang látogatóinak száma évenként:
| év              | 2008 | 2009 | 2010 | 2011 | 2012 | 2013 | 2014 | 2015 | 2016 | 2017 | 2018 |
| látogatók száma | 4    | 4    | 0    | 5    | 0    | 0    | 0    | 0    | 0    | 24   | 6    |

## Jávor-kúti-víznyelőbarlang

### Leírás
A Bolhási–Jávorkúti-barlangrendszer egyik barlangja, előtte különálló barlang volt. A Nagy-fennsíkon, a jávorkúti műúttól délre, a műút mellett, a jávorkúti turistaház közelében, 655 méter tengerszint feletti magasságban van a bejárata. Körülbelül 400 méter távolságra nyílik a Bolhási-víznyelőbarlang bejáratától.
Triász mészkőben jött létre. A bejárati aknasor lejtős, kisebb lépcsőkkel tagolt szakaszba, majd kis lejtésű, keskeny, aktív patakos folyosóba vezet. A főág 60 méter hosszú, egy elfolyó szifonnal záródik és a Bolhási-víznyelőbarlangba, a víz elfolyásának irányában öt rövid, vízzel kitöltött szifonon keresztül érkezik meg. A járatokban üstszerű oldott formák, vakkürtők, gömbfülkeszerű kupolák, meanderező szinlők és színes cseppkövek láthatók. Az aktív víznyelőbarlang ugyanahhoz a föld alatti hidrológiai rendszerhez tartozik, amelyiknek a Bolhási-víznyelőbarlang is része. A megtekintéséhez engedély és technikai eszközök kellenek. Az aknarendszerében a lejutást létrák segítik. A régi barlangkataszteri száma 5372-5 volt.
Előfordul a barlang az irodalmában Jávor-kuti-viznyelőbarlang (Kordos 1978), Jávorkuti-viznyelőbarlang (MKBT Meghívó 1977), Jávorkuti viznyelő barlang (Szenthe, Czakó 1976), Jávor-kúti-víznyelő (Neidenbach, Pusztay 2005), Jávorkúti-víznyelőbarlang (Lénárt 1979) és Jávor-kút Sinkhole-cave (Kordos 1977) neveken is. 1977-ben volt először Jávor-kúti-víznyelőbarlangnak nevezve a barlang az irodalmában.

### Kutatástörténet
1953. június 20-án érték el bontással a Borbély Sándor vezette Magyar Hidrológiai Társaság Miskolci Csoport Zsombolykutató Munkabizottságának tagjai a Jávor-kúti-víznyelőben szálkőben lévő járatokat. Ekkor a körülbelül 20 méter mélyen nyíló Nagy-hasadék nevű akna tetejéig tudtak lehatolni. 1953 novemberében sikerült lejutniuk kötélhágcsó segítségével a 16 méter mély aknán. Ekkor küzdötték le a Rókafogó, ez egy időszakosan vízzel elzáródó szifon, a Homorító és a Fejenállós, ezek szűk helyek, nevű részeket és a Hold-terem után elérték a barlangi patakot. Az 1953-ban elkészült barlangtérképe alapján 917 méter hosszú és 112 méter mély volt. 1954 őszén mutatták ki a VITUKI szakemberei konyhasós víznyomjelzéssel, hogy a barlangban elfolyó víz összekeveredik a Bolhási-víznyelőbarlang vizével és az összekeveredett víz a Garadna-forrásban jelent meg. A kísérlet bebizonyította, hogy a két barlang egy közös föld alatti hidrológiai rendszerhez tartozik.
1955-ben a szakosztállyá alakult munkabizottság újraépítette a barlanghoz vezető patak gátját, járhatóvá tette az esőzések miatt eldugult járatokat és elkezdte a barlang felmérését. Balázs Zoltán tanulmánya szerint (1960) a munkabizottság több mint 100 méter mélységig és egy kilométer hosszban tárta fel. Az 1955. évi Hidrológiai Közlönyben megjelent tanulmány szerint az addig feltárt részek hosszúsága másfél kilométer és legmélyebb pontja a jávorkúti út padkájától körülbelül 115 méter mélységben van. 1967 nyarán a Bányász Barlangkutató Csoport tagjai egy új bejáratot nyitottak, mert a régi bejárat elzáródott és ezzel újra lehetővé tették a barlangba lejutást. Ekkor az iszappal ellepett szűkületeket kitisztították és a barlangi patak vizét felduzzasztó gátat újraemelték.
Ebben az évben egy kb. 80 m-es szakaszt fedeztek fel benne a barlangi patak elfolyó vizének útját követve. Ehhez a feltáráshoz el kellett terelniük a patakot. 1970 végén a 112 méteres mélységével Magyarország hetedik legmélyebb barlangja volt. 1974-ben a Herman Ottó Karszt- és Barlangkutató Csoport kezdte el kutatni és a nyári Aqua-expedíciókor néhány méterrel növelte a barlang hosszát. 1976-ban az MHSZ Debreceni Könnyűbúvár Klub Barlangkutató Szakosztályának tagjai felderítő búvármerülést hajtottak végre benne. 1976-ban vált országos jelentőségű barlanggá az 5300-as (Bükk) barlangkataszteri területen lévő, miskolci Jávorkuti viznyelő barlang.
Az 1976-ban összeállított, országos jelentőségű barlangok listájában lévő barlangnevek pontosítása után, 1977. május 30-án összeállított, országos jelentőségű barlangok listáján rajta van a Bükk hegységben, Miskolcon található barlang Jávorkuti-viznyelőbarlang néven. Az 1977. évi Karszt és Barlang angol nyelvű különszámában megjelent, The longest and deepest caves of Hungary (December 31, 1975) című közleményből megtudható, hogy a Bükk hegységben fekvő, 1000 m hosszú, 115 m mély Jávor-kút Sinkhole-cave 1975. december 31-én Magyarország 16. leghosszabb és 11. legmélyebb barlangja. A 13. leghosszabb barlang (Vass Imre-barlang), a 14. leghosszabb barlang (Tapolcai-tavasbarlang), a 15. leghosszabb barlang (Fekete-barlang) és a 17. leghosszabb barlang (Borókás-tebri 4. sz. víznyelőbarlang) szintén 1000 m hosszú. Az 1977. december 31-i állapot szerint (MKBT Meghívó 1978. május) a Bükk hegységben lévő, 112 m mély és kb. 907 m hosszú Jávor-kuti-viznyelőbarlang az ország 13. legmélyebb és 19. leghosszabb barlangja.
Az 1977. évi Karszt és Barlangban megjelent összeállítás alapján, 1977. december 31-én Magyarország 20. leghosszabb barlangja a Bükk hegységben elhelyezkedő, 1977. december 31-én kb. 907 m hosszú, 1976-ban és 1975-ben pedig kb. 1000 m hosszú Jávor-kúti-víznyelőbarlang. Az összeállítás szerint, 1977. december 31-én Magyarország 14. legmélyebb barlangja a Bükk hegységben elhelyezkedő, 1977. december 31-én 112 m mély, 1976-ban és 1975-ben pedig kb. 115 m mély Jávor-kúti-víznyelőbarlang. Ez az összeállítás naprakészebb az 1978. májusi MKBT Meghívóban publikált listánál. Az 1978. márciusi MKBT Meghívóban a Marcel Loubens Barlangkutató Szakcsoport közölte a tulajdonában lévő barlangtérkép alapján a barlang méretét. A közlemény szerint 1953-ban 907 méter hosszú és 112 méter mély volt.
Az 1979-ben napvilágot látott, Barlangok a Bükkben című könyvben szó van arról, hogy Jávorkúton a forrás vize 700 m-es út után, az országút közelében, attól D-re tűnik el a Jávorkúti-víznyelőbarlangban. A mesterségesen feltárt barlang jellegét tekintve végig aktív. A barlang ÉNy-i vége a patakos, majdnem K–Ny-i irányú főághoz kapcsolódik. A főágból kb. 60 m-es rész lett felfedezve, mert lezárják mindkét irányban szifonok. Az 1953. évi felmérésen alapuló térképe szerint 917 m hosszú és 112 m mély. A könyvhöz mellékelt, a Bükk hegység barlangokban leggazdagabb területét bemutató térképen látható a 38-as számmal jelölt barlang földrajzi elhelyezkedése.
Az 1980. évi Karszt és Barlang 1. félévi számában publikálva lett, hogy a kiemelt jelentőségű Jávor-kúti-víznyelőbarlang az 5300-as barlangkataszteri területen (Bükk hegység) helyezkedik el. A barlangnak 5372/5. a barlangkataszteri száma. Az MKBT Dokumentációs Bizottsága a helyszínen el fogja helyezni, a többi kiemelt jelentőségű barlanghoz hasonlóan, a barlang fémlapba ütött barlangkataszteri számát. A barlangkataszteri szám beütéséhez alapul szolgáló fémlap ugyanolyan lesz mint a többi kiemelt jelentőségű barlang fémlapja.
1982. július 1-től az Országos Környezet- és Természetvédelmi Hivatal elnökének 1/1982. (III. 15.) OKTH számú rendelkezése (1. §. és 3. §., illetve 5. sz. melléklet) értelmében a Bükk hegységben lévő Jávorkúti-víznyelőbarlang fokozottan védett barlang. Fokozottan védett barlang járatainak formakincse, hidrológiai értéke és képződményeinek gazdagsága miatt lett. Az 1982. szeptember–októberi MKBT Műsorfüzetben meg van említve, hogy a Bükk hegységben található Jávorkuti-viznyelőbarlang fokozottan védett barlang. A felsorolásban a barlangnevek az MKBT által jóváhagyott és használt helyesírás szerint, javított formában lettek közölve. 1982-ben a Bükk holtversenyben 5. leghosszabb és 7. legmélyebb barlangja.
1983-ban az MHSZ Debreceni Könnyűbúvár Klub Barlangkutató Szakosztályának tagjai felderítő búvármerülést hajtottak végre. 1983-ban és 1984-ben a Marcel Loubens Barlangkutató Egyesület egy 130 méter hosszú járatszakaszt fedezett fel benne. Ekkor 130 méterre megközelítette a Jávor-kúti-víznyelőbarlang a Bolhási-víznyelőbarlangot. Ennek az új résznek a térképe 1984-ben készült el, amelyhez a barlangot Kiss János és Repei Róbert mérték fel. Az 1984-ben megjelent, Magyarország barlangjai című könyv országos barlanglistájában szerepel a Bükk hegységben lévő barlang Jávor-kúti-víznyelőbarlang néven. A listához kapcsolódóan látható az Aggteleki-karszt és a Bükk hegység barlangjainak földrajzi elhelyezkedését bemutató 1:500 000-es méretarányú térképen a barlang földrajzi elhelyezkedése.
1986-ban készült el a barlang teljes kutatástörténetét és morfológiáját is ismertető térképatlasz. Az 1987. december 31-i állapot alapján Magyarország 25. leghosszabb barlangja az 5372/5 barlangkataszteri számú, 906 m hosszú Jávorkúti-víznyelőbarlang. Az összeállítás szerint az 1977. évi Karszt és Barlangban közölt hosszúsági listában a barlang kb. 907 m hosszú. Az 1987. december 31-i állapot alapján Magyarország 28. legnagyobb függőleges kiterjedésű barlangja az 5372/5 barlangkataszteri számú, 94 m függőleges kiterjedésű Jávorkúti-víznyelőbarlang. Az összeállítás szerint az 1977. évi Karszt és Barlangban közölt mélységi listában a barlang 112 m mély.
Az 1989. évi Karszt és Barlangban lévő, Magyarország barlangjai című összeállításban szó van arról, hogy a Bolhási-víznyelőbarlangtól Ny-ra, csak 400 m-re van a Jávor-kúti-víznyelőbarlang bejárata. A (Bolhási-víznyelőbarlanghoz hasonlóan) 1953-ban feltárt Jávor-kúti-víznyelőbarlang végpontja kb. 130 m-re közelíti meg a Bolhási-víznyelőbarlang végponti részét. A 906 m hosszú, határozott tektonikus preformációt mutató Jávor-kúti-víznyelőbarlang egy hasadékjellegű járatrendszer. Aktív, patakos szakaszának mindkét végén gátolják a továbbkutatást az állandó vizű szifonok. A publikációban lévő 3. ábrán (Bükk hegység térkép) be van mutatva a Bolhási-víznyelőbarlang és a Jávor-kúti-víznyelőbarlang földrajzi elhelyezkedése. Az összeállításba bekerült a Jávor-kúti-víznyelőbarlang Kárpát József által készített hosszmetszet térképe (4. ábra).
A folyóirat 1989. évi különszámában napvilágot látott ennek az utóbbi tanulmánynak az angol nyelvű változata (The caves of Hungary). Ebben a tanulmányban Jávor-kút Sinkhole-cave a barlang neve. Az angol nyelvű tanulmányhoz mellékelve megjelent egy olyan lista, amelyben Magyarország leghosszabb, és egy olyan lista, amelyben Magyarország legmélyebb barlangjai vannak felsorolva. A két felsorolás szerint a Bükk hegységben fekvő, 906 m hosszú és 94 m mély Jávor-kúti-víznyelőbarlang (Jávor-kút Sinkhole-cave) 1988-ban Magyarország 25. leghosszabb és 28. legmélyebb barlangja. (1977-ben a barlang 907 m hosszú és 112 m mély volt.)
1990-ben a Herman Ottó Barlangkutató Csoportnak volt kutatási engedélye a barlang kutatásához. 1990-ben történt egy súlyos baleset benne, egy barlangi túrázó 16 métert zuhant kifelé jövet, egy technikai hiba miatt. A sérült kutató mentése közel 11 órán keresztül tartott, folyamatosan záporozó vízben, nagyon nehéz körülmények között. 1997-ben a barlang bejárata biztonságosan ki lett építve. 1997. december 28-án kötötték össze ember által járhatóan a Bolhási-víznyelőbarlanggal a Herman Ottó Barlangkutató Csoport tagjai. A Bolhási-víznyelőbarlangban történt feltárás során sikerült átjutni a Jávor-kúti-víznyelőbarlangba. 1998 végén az ÚTTE Szabó József Barlangkutató Szakosztály egy kb. 415 m hosszú új részt tárt fel benne a Hold-teremből kiindulva. A 2005-ben kiadott, Magyar hegyisport és turista enciklopédia című könyvben lévő, Láner Olivérről (Lánder Olivér) szóló szócikkében meg van említve, hogy Láner Olivér részt vett a Jávor-kúti-víznyelőbarlang feltárásában. A Marcel Loubens Barlangkutató Egyesület egyik legjelentősebb feltárása a Jávor-kúti-víznyelő (1953).

## Bolhási–Jávorkúti-barlangrendszer

### Leírás
Magyarország 12. leghosszabb, 18. legmélyebb és 17. legnagyobb függőleges kiterjedésű, a Bükk-vidék 2. leghosszabb, 8. legmélyebb és 8. legnagyobb függőleges kiterjedésű barlangja. A függőleges kiterjedése 132 méter, a horizontális kiterjedése 600 méter. Három nagy részre osztható alaktanilag. Az első rész a bejáratok közelében lévő lépcsőzetes nyelőrendszer. Ez a rész a Bolhási-víznyelőbarlangban 650 méter hosszú, a Jávor-kúti-víznyelőbarlangban 500 méter hosszú. A második rész vízszintes kiterjedésű járatokból áll. A harmadik rész a Jávor-kúti-víznyelőbarlangban található aktív patakos főág. Sok helyen kialakultak cseppkőbekérgezések, cseppkőlefolyások és függőcseppkövek, de található a járataiban állócseppkő és heliktit is. A cseppkövek színvilágára a fehér, a narancs és a vöröses árnyalatok jellemzők. A barlangrendszer falain sok az oldott hullámkagyló és a karros felület. A simára csiszolt üstös formák a szifonjáratokra jellemzők.
A barlangrendszer bejáratai le vannak zárva és csak a Bükki Nemzeti Park Igazgatóság engedélyével, kötéltechnikai eszközök használatával látogatható. Az átjárást a két barlang között állandó vizű szifonok gátolják. Ezeken csak szivattyúzással lehet átjutni. Ha esőzés várható, veszélyes a barlangrendszerben túrázni. A rendszer hosszának a növelésére többféle lehetőség van.
1998-ban volt először Bolhási–Jávorkúti-barlangrendszernek nevezve a barlang az irodalmában.

### Kutatástörténet
1991-ben a MÁFI Barlangkutató Csoportjának tagjai fluoreszceinnel festették meg a Diabáz-barlangban a barlangi patak vizét és kimutatták annak összefüggését a Garadna-forrással. Ezzel megállapítható lett, hogy Bánkút, Jávorkút és a Bolhás alatt minimum 15 kilométer hosszú, valószínűleg összefüggő barlangrendszer húzódik. 1997-ben kötötték össze a Bolhási-víznyelőbarlangot és a Jávor-kúti-víznyelőbarlangot, így alakult ki a Bolhási–Jávorkúti-barlangrendszer. Mivel a Bolhási-víznyelőbarlang hosszabb volt a Jávor-kúti-víznyelőbarlangnál, a Bolhási-víznyelőbarlang neve került előre a barlangrendszer nevében és a Bolhási-víznyelőbarlang barlangkataszteri száma lett a barlangrendszer barlangkataszteri száma.
1998. május 14-től a környezetvédelmi és területfejlesztési miniszter 13/1998. (V. 6.) KTM rendelete szerint a Bükki Nemzeti Park Igazgatóság illetékességi területén, a Bükk hegységben található Bolhási–Jávorkúti-barlangrendszer az igazgatóság engedélyével látogatható. 2001. május 17-től a környezetvédelmi miniszter 13/2001. (V. 9.) KöM rendeletének értelmében a Bükk hegység területén lévő Bolhási-Jávorkúti-barlangrendszer fokozottan védett barlang. Egyidejűleg a fokozottan védett barlangok körének megállapításáról szóló 1/1982. (III. 15.) OKTH rendelkezés hatályát veszti.
A 2003-ban megjelent Magyarország fokozottan védett barlangjai című könyvben az olvasható, hogy hosszúsága 5100 m, függőleges kiterjedése 130 m és vízszintes kiterjedése 600 m. A könyvben lévő, Egri Csaba és Nyerges Attila által készített hosszúsági lista szerint a Bükk hegységben lévő és 5372-4 barlangkataszteri számú Bolhási–Jávorkúti barlangrendszer Magyarország 6. leghosszabb barlangja 2002-ben. A 2002-ben 5100 m hosszú barlang 1977-ben 510 m és 1987-ben kb. 2500 m hosszú volt. A könyvben található, Egri Csaba és Nyerges Attila által készített mélységi lista szerint a Bükk hegységben lévő és 5372-4 barlangkataszteri számú Bolhási–Jávorkúti barlangrendszer Magyarország 13. legmélyebb barlangja 2002-ben. A 2002-ben kb. 130 m mély barlang 1977-ben 80 m és 1987-ben kb. 125 m mély volt.
2005. szeptember 1-től a környezetvédelmi és vízügyi miniszter 22/2005. (VIII. 31.) KvVM rendelete szerint a Bükki Nemzeti Park Igazgatóság működési területén, a Bükk hegységben található Bolhási-Jávorkúti-barlangrendszer látogatók számára nem megnyitott szakaszai a felügyelőség engedélyével látogathatók. 2005. szeptember 1-től a környezetvédelmi és vízügyi miniszter 23/2005. (VIII. 31.) KvVM rendelete szerint a Bükk hegységben lévő Bolhási-Jávorkúti-barlangrendszer fokozottan védett barlang.
A 2005-ben megjelent Magyar hegyisport és turista enciklopédia című kiadványban önálló szócikke van a barlangrendszernek. A könyv szerint a Bükk hegység Nagy-fennsíkján helyezkedik el a Bolhási-víznyelőbarlang és a Jávor-kúti-víznyelőbarlang közötti átjáró megteremtésével kialakított, fokozottan védett Bolhási–Jávorkúti-barlangrendszer. Mindkét barlangba 1953-ban jutottak be Borbély Sándor által vezetve a Magyar Hidrológiai Társaság Zsombolykutató Munkabizottságának barlangkutatói. A két barlang 5100 m hosszú és 130 m függőleges kiterjedésű. Mérete a majdnem folyamatosan végzett feltáró kutatás eredménye. A két barlang triász mészkőben jött létre. Nagyon összetett szerkezetűek. A kapcsolatot közöttük 1997. decemberben sikerült bizonyítani a Bolhási-víznyelőbarlangban a Jávor-kúti-víznyelő felé húzódó szifon vizének leszívásával és a végponti sóderszifon átbontásával. Már 1954-ben ki lett mutatva víznyomjelzéssel, hogy a két barlang mélyben egyesült vize a Garadna-forrásban bukkan elő.
A Bolhási-víznyelőbarlangnak a Létrás-tető és Jávorkút között található Bolhási-réten, 648 m tszf. magasságban van a bejárata. A mindig csordogáló Bolhási-patakot követve bontották ki a bejáratát. 125 m mélységben a barlang a dolomitos kőzetet harántoló szűk repedések között, szifonnal zárul be. A cseppkőképződményekkel díszített, meanderező, szinlőkkel tagolt főágat több kavics- és agyagszifon, illetve vízzel kitöltött rész tagolja. A főághoz szűkebb, hordalékkal nagyon feltöltött oldalágak csatlakoznak.
A Jávor-kúti-víznyelőbarlangnak a jávorkúti turistaház közelében, a Bolhási-víznyelőbarlang bejáratától kb. 400 m-re, az út mellett közvetlenül, 655 m tszf. magasságban van a bejárata. Bontással lett feltárva az aktív víznyelőbarlang. A bejárati aknasor lejtős, kisebb lépcsőkkel tagolt szakaszba, majd enyhén lejtő, keskeny, aktív, patakos folyosóba vezet. A 60 m hosszú főág, amely szifonnal záródik, a víz elfolyásának irányában bevezet a Bolhási-víznyelőbarlangba 5 rövid, vízzel kitöltött szifonon át. A barlangot üstszerű oldott formák, vakkürtők, gömbfülkeszerű kupolák, meanderező szinlők és színes cseppkövek ékesítik.
Csak engedéllyel tekinthetők meg a lezárt, 1982 óta külön-külön fokozottan védetté vált barlangok. Technikai eszközök használata kell látogatásukhoz. A bejárati patakok vízhozamának gyors és nagy növekedése, a Bolhási-víznyelőbarlang szifonkerülő járatainak víz alá kerülése nagyon veszélyes, ezért változékony időjáráskor kerülni kell a barlangjárást. Állandó vizű szifonok gátolják a két barlang közötti átjárást. A BEAC Barlangkutató Csoport egyik legjelentősebb eredménye a Bolhási–Jávorkúti-barlangrendszer összekötése. Gyenge Lajos szócikkében meg van említve, hogy Gyenge Lajos részt vett a jelenleg már egy barlangrendszert képező, de akkor még különálló két barlang, a Bolhási-víznyelőbarlang és a Jávor-kúti-víznyelőbarlang felfedezésében.
2007. március 8-tól a környezetvédelmi és vízügyi miniszter 3/2007. (I. 22.) KvVM rendelete szerint a Bükki Nemzeti Park Igazgatóság működési területén lévő Bükk hegységben elhelyezkedő Bolhási-Jávorkúti-barlangrendszer látogatók számára nem megnyitott szakaszai az igazgatóság engedélyével tekinthetők meg. 2013. július 19-től a vidékfejlesztési miniszter 58/2013. (VII. 11.) VM rendelete szerint a Bolhási-Jávorkúti-barlangrendszer (Bükk hegység, Bükki Nemzeti Park Igazgatóság működési területe) idegenforgalom számára nem megnyitott szakaszai az igazgatóság hozzájárulásával látogathatók. 2015. november 3-tól a földművelésügyi miniszter 66/2015. (X. 26.) FM rendelete szerint a Bolhási-Jávorkúti-barlangrendszer (Bükk hegység) fokozottan védett barlang. 2021. május 10-től az agrárminiszter 17/2021. (IV. 9.) AM rendelete szerint a Bolhási-Jávorkúti-barlangrendszer (Bükk hegység, Bükki Nemzeti Park Igazgatóság működési területe) idegenforgalom számára nem megnyitott szakaszai az igazgatóság engedélyével látogathatók. A 13/1998. (V. 6.) KTM rendelet egyidejűleg hatályát veszti.

## További irodalom
- Czenthe Huba: A Bükk-hegység barlangjai. Kézirat (szakdolgozat) a KvVM Barlang- és Földtani Osztályon (Budapesten), Eger, 1965. 68., 68/a., 69. old.
- Erdey Gyula: Bükk portyavezető. Budapest, Sport, 1954.
- Erdey Gyula: Bükk útikalauz. Budapest, Sport, 1956.
- Frisnyák Sándor: A Bükkfennsík kialakulása és mai felszíne. Borsodi Földrajzi Évkönyv, 1958. (1. köt.) 14–19. old.
- Hazslinszky Tamás: A Bükki Nemzeti Park karsztjelenségei. Föld és Ég, 1978. (13.) 5. sz. 142–146. old.
- Hevesi Attila: Barlangkutatás a Bükk hegységben. Föld és Ég, 1968. (3.) 2. sz. 51–52. old.
- Kárpát József: Barlangtérképezési ismeretek. (MKBT kutatásvezetői tanfolyam tananyaga.) 1983. Kézirat a Magyar Karszt- és Barlangkutató Társulatban.
- Kárpát József: Jávorkúti-víznyelőbarlang. Magyar Karszt- és Barlangkutató Társulat, Budapest, 1986. (Magyarország barlangtérképei 6.)
- Kraus Sándor: Barlangföldtan. I. Budapest, 1984.
- Kuchta Gyula: Néhány bükki zsomboly és víznyelőbarlang. Borsodi Földrajzi Évkönyv, 1958. (1.) 19–20. old.